# Бугевиц
Бугевиц (нем. Bugewitz) — община в Германии, в земле Мекленбург-Передняя Померания.
Входит в состав района Восточная Передняя Померания. Подчиняется управлению Анклам-Ланд.  Население составляет 303 человека (на 31 декабря 2010 года). Занимает площадь 56,77 км².
Коммуна подразделяется на 5 сельских округов.